# 中甸黄芩
中甸黄芩（学名：Scutellaria chungtienensis），为唇形科黄芩属下的一个植物种。其种加词“chungtienensis”意为“中甸的”（云南省迪庆藏族自治州香格里拉市）。